# Ізабелла Понятовська
Ізабелла Ельжбета Браницька з Понятовських (нар. 26 червня 1730, Варшава, Польща — 14 лютого 1808, Білосток, Польща) — польська дворянка, сестра короля Станіслава Августа Понятовського.

## Життєпис
1748, у 18-річному віці вийшла заміж за Яна Клеменса Браницького та жила у Білостоці. Ізабелла стала третьою дружиною 59-річного гетьмана.
Попри молодий вік, її роль у розвитку Білостока була майже такою ж значною, як і роль її чоловіка. Ізабелла була надзвичайно енергійною та освіченою людиною. Саме їй місто завдячує створенню перших шкіл. Вона надала фінансову допомогу дочкам придворних службовців, парафіяльній школі та школі Згромадження Академічного зібрання, заснованій 1777 року Національною комісією з питань освіти.
При дворі вона найняла лікаря Міхала Климента угорського походження та творця підручників з акушерства Якуба Фелікса Мікеліса, які заснували Інститут Акушерства в Білостоці.
Ізабелла також була покровителькою культури та мистецтва. Вона привезла всесвітньо відомих художників з Мюнхена, Мілана і Лондона до Білостока.
Про ерудицію Ізабелли свідчить також її значна бібліотечна колекція для тих часів, що охоплювала понад 200 творів польської та зарубіжної літератури. Включаючи карти, гравюри, архітектурні плани, телескопи, глобуси та альбоми, кількість предметів сягала 600 примірників. А також колекцію всіх видань KEN Елементарних книг разом зі шкільними підручниками та журналами.
Після смерті Яна Клеменса Ізабелла успадкувала всю власність гетьмана. Вона повторно одружилася з генералом Анджеєм Мокроновським, старостою цехановським, колишнім підлеглим її покійного чоловіка.
Ізабелла Понятовська померла 1808 року, була похована в підземеллі архікатедральної базиліки Старого парафіяльного костелу в Білостоці.
З кінця 90-их років її уповноваженим був Францішек Ксавері Вільчевський, прапорщик землі Вісла. Пізніше він відповідав за маєток Браницької після її смерті.

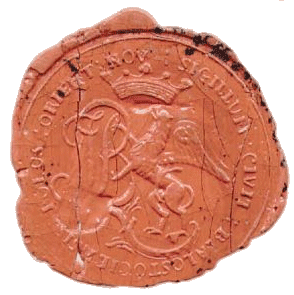
Печатка Білостока використана після смерті Яна Клеменса Браницького з ініціалами ІБ (Ізабела Браницька)

## Додаткова література
- Polski Słownik Biograficzny. Т. 2. Kraków: Polska Akademia Umiejętności – Skład Główny w Księgarniach Gebethnera i Wolffa. с. 396—397. Reprint: Zakład Narodowy im. Ossolińskich, Kraków 1989, ISBN 83-04-03291-0.